# اينسبوري (كامبريدجشير)
اينسبوري (بالإنجليزية: Eynesbury, Cambridgeshire)‏ هي قرية تقع في المملكة المتحدة في إنجلترا.